# Antje Flüchter
Antje Flüchter(-Sheryari) (* 1969 in Lippstadt) ist eine deutsche Historikerin und Professorin für Frühe Neuzeit an der Universität Bielefeld.
Antje Flüchter studierte Mittlere und Neuere Geschichte, Politikwissenschaften, Geographie und Volkskunde an den Universitäten Freiburg im Breisgau (1989–1991) und Köln (1992–1997). Von 1997 bis 2008 war sie wissenschaftliche Mitarbeiterin am Lehrstuhl für die Geschichte der Frühen Neuzeit an der Universität Münster, an der 2002 auch ihre Promotion mit der von Barbara Stollberg-Rilinger betreuten Arbeit Der Zölibat zwischen Norm und Devianz. Kirchenpolitik und Gemeindealltag in Jülich und Berg im 16. und 17. Jahrhundert erfolgte.
Nach einer Lehrstuhlvertretung an der Universität Zürich war Flüchter seit 2008 Research Group Leader des Projektes „Cultural Transfer as a Factor of Statebuilding am Exzellenzcluster Asia and Europe in a Global Context“ der Universität Heidelberg. Hier habilitierte sie sich zum Thema Die Vielfalt der Bilder und die eine Wahrheit. Die Staatlichkeit Indiens in der deutschsprachigen Wahrnehmung (1500–1700) und vertrat im Wintersemester 2012/13 den Lehrstuhl von Thomas Maissen. 2013–2014 war sie Associate Professor für Kulturgeschichte an der Universität Oslo. Seit 2014 lehrt sie an der Universität Bielefeld. 2018 bis 2021 war sie Dekanin der Fakultät für Geschichtswissenschaft, Philosophie und Theologie. 2021 bis 2025 war sie Sprecherin des SFB 1288 „Praktiken des Vergleichens“. „Die Welt ordnen und verändern“. Seit September 2021 gehört sie dem Ausschuss des Verbandes der Historiker und Historikerinnen Deutschlands (VHD) an. Im April 2023 wurde sie zum ordentlichen Mitglied der Historischen Kommission für Westfalen gewählt.
Forschungsthemen von Antje Flüchter sind die Religions- und Kirchengeschichte der Frühen Neuzeit, Verflechtungsgeschichte, Wissensgeschichte, Geschlechtergeschichte sowie die Theorie der Geschichte.

## Schriften (Auswahl)
Monografien
- Der Zölibat zwischen Norm und Devianz. Kirchenpolitik und Gemeindealltag in Jülich und Berg im 16. und 17. Jahrhundert (= Norm und Struktur. Band 25), Böhlau, Köln 2006. ISBN 341234105-3
- Die Vielfalt der Bilder und die eine Wahrheit. Die Staatlichkeit Indiens in der deutschsprachigen Wahrnehmung (1500–1700). Didymos-Verlag, Affalterbach 2020.

Herausgeberschaften
- mit Susan Richter: Structures on the move. Technologies of governance in transcultural encounters. Springer, Berlin 2011.
- mit Christina Brauner: Recht und Diversität. Lokale Konstellationen und globale Perspektiven von der Frühen Neuzeit bis zur Gegenwart. Bielefeld University Press, Bielefeld 2020.